# Gliflozina
Las gliflozinas son un grupo de medicamentos que se emplean en el tratamiento de la diabetes tipo 2. Actúan mediante la inhibición del cotransportador sodio-glucosa tipo 2 (SGLT-2), lo que provoca una acción hipoglucemiante por disminuir las cifras de glucosa en sangre y glucosúrica por aumentar la concentración de glucosa en orina.

Fórmula química de la Florizina

## Antecedentes de las gliflozinas
La florizina es un glucósido que se encuentra en forma natural en varias plantas, como la corteza de la raíz del manzano y otros árboles frutales; es un potente inhibidor de SGLT1 y de SGLT2, pero con mayor afinidad por SGLT2. en 1900, se descubrió que a dosis altas la florizina generaba glucosuria, sin embargo, no pudo usarse para desarrollar un agente terapéutico por su baja selectividad para SGLT2, donde como resultado la inhibición de SGLT1 y de SGLT2. Al expresarse SGLT1 primariamente en el intestino delgado, puede condicionar efectos gastrointestinales adversos como diarrea, deshidratación y malabsorción. El primer inhibidor de SGLT2 reportado fue T1095, una prodroga que era convertida en el hígado a su forma activa T1095A.33, pero su inhibición no selectiva de SGLT1, llevó a su suspensión. Otros O-glucósidos, como la sergliflozina, fueron descontinuados durante la fase 2 de los estudios. La investigación se enfocó entonces en los componentes C-glucósidos, que tenían la ventaja de mayor estabilidad metabólica
Los iSGLT2 son la última clase de fármacos antidiabéticos en recibir la aprobación de la Food and Drug Administration (FDA), inicio con la autorización de tres: empagliflozina, canagliflozina y dapagliflozina, actualmente ya autorizó la ertugliflozina.

## Efectos hipoglucemiantes y no hipoglucemiantes
La absorción por vía oral de las gliflozinas es rápida (Concentración máxima 1-2 horas) y no se modifica con la ingesta de alimentos; 60 % se elimina a través de las heces, mientras que 33 % por vía urinaria. Reducen la hemoglobina glicosilada (HbA1c) aproximadamente un 1%. Debido a que estos fármacos no dependen de la secreción endócrina del páncreas pueden utilizarse en monoterapia o en combinación con otros antidiabéticos.
Algunos efectos extra glucémicos de las gliflozinas son la inducción de pérdida de peso, aproximadamente entre 2.2 y 3.6 kg respecto al peso inicial del paciente; esto, por detrimento de tejido adiposo . Generan un descenso de entre 240-320 calorías cada 24 horas al excretar de 60 a 80 gramos de glucosa por día. También inducen reducciones en la presión arterial (PA), con una disminución en las cifras de presión arterial sistólica entre 3 y 5 mmHg y 1 a 2 mmHg en la presión arterial diastólica, atenuación de la sensibilidad a la sal de la PA, y mejora la rigidez arterial

## Fármacos
- Dapagliflozina.[18][19][20]
- Empagliflozina.[21][22]
- Canagliflozina.[23][24]
- Ertugliflozina. [25][26]

Fórmula de la dapagliflozina

Fórmula de la empagliflozina

Fórmula de la canagliflozina

Fórmula de la tofogliflozina

- Tofogliflozina. Aprobada en Japón en el año 2013.[27]
- Ipragliflozina. Fabricado por la compañía japonesa Astellas Pharma, su uso fue aprobado en Japón el 17 de enero de 2014.[28][29]

## Efectos secundarios
Algunos de los efectos secundarios más frecuentes relacionados con el empleo de estos medicamentos son la hipotensión arterial, debida al aumento de diuresis, la infección del tracto urinario, y la infección genital por hongos secundaria al aumento de glucosa en la orina. Se han descrito algunos casos de acidosis láctica y de cetoacidosis euglucémica, tanto en diabetes tipo 1 como 2.